# 瑪麗亞·阿廖欣娜
玛丽亚·弗拉基米罗芙娜·阿廖欣娜（羅馬化：Mariya Vladimirovna Alyokhina；1988年6月6日—），別名瑪莎（Маша，羅馬化：Masha），俄罗斯政治活动家，反普京朋克摇滚乐队暴動小貓成员。阿廖欣娜曾多次被捕。2022年4月，阿廖欣娜逃離俄羅斯。之後她和暴動小貓其他成员在欧洲巡回演出，並為乌克兰戰爭受害者筹集资金。

## 備注
1. ↑  俄语：